# باول باول (لاعب كرة قاعدة)
باول باول (بالإنجليزية: Paul Powell)‏ هو لاعب كرة قاعدة أمريكي، ولد في 19 مارس 1948 في سان أنجيلو في الولايات المتحدة.

## وصلات خارجية
- باول باول على موقعبيزبول رفرنس.كوم (الدوري الرئيسي) (الإنجليزية)
- باول باول على موقعبيزبول رفرنس.كوم (الدوري الثانوي) (الإنجليزية)
- باول باول على موقع مشجعي الرسوم البيانية (الإنجليزية)